# Heliophilum fasciatum
Heliophilum fasciatum è una specie di batterio appartenente alla famiglia delle Heliobacteriaceae.